# Ardoukoba

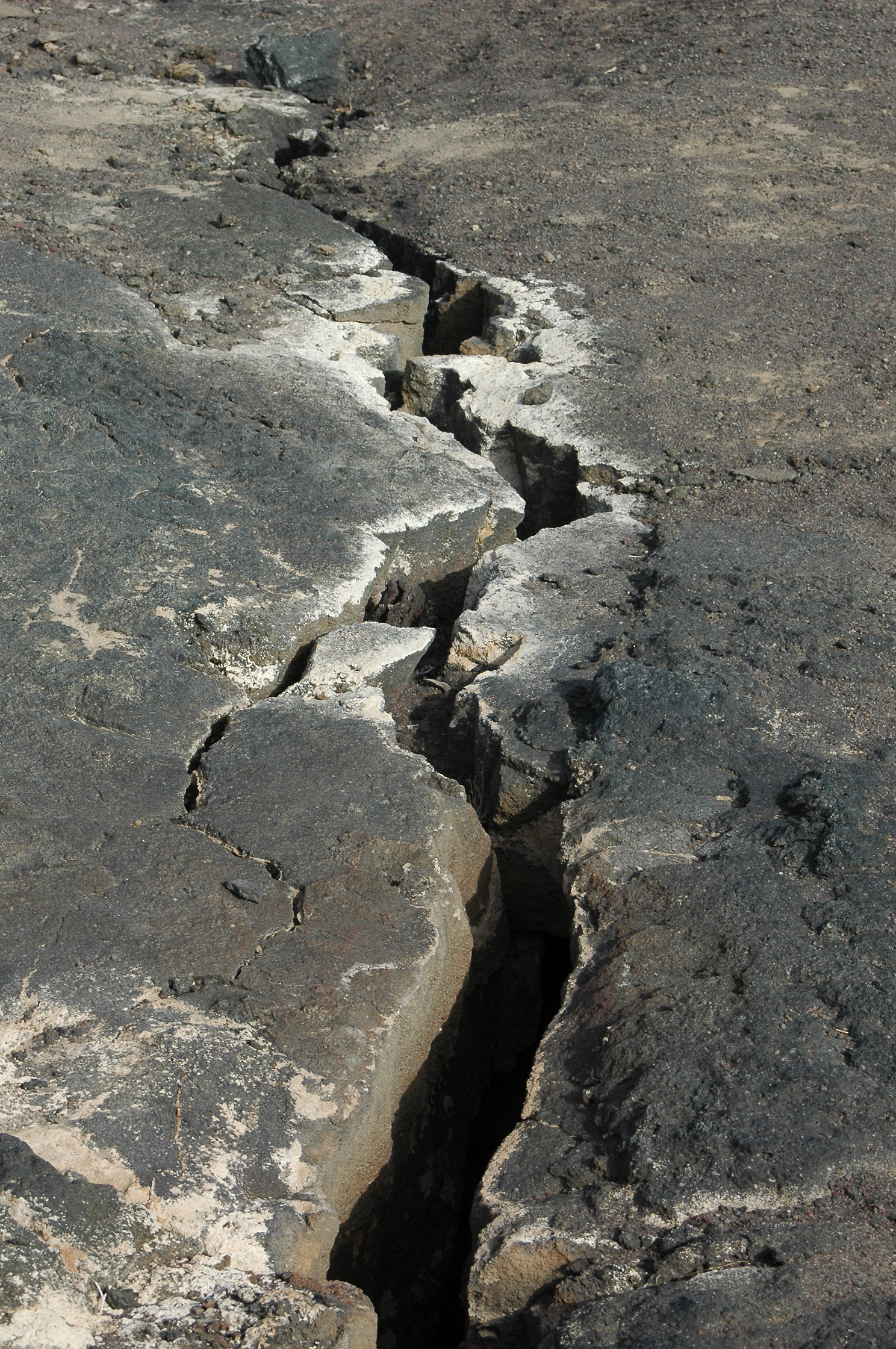
Spalte im Ardoukôba-Rift

Der Vulkan Ardoukôba (arabisch أردوكوبا) liegt zwischen dem Golf Ghoubbet-el-Kharab des Roten Meeres und dem Assalsee im gleichnamigen Ardoukôba-Rift direkt auf dem Ostafrikanischen Grabenbruch. Dieses sich ständig ausdehnende Gebiet ist eine der vulkanisch aktivsten Zonen der Welt.

## Aufbau und Tätigkeit
Der Vulkan ist ein Kegelstumpf-förmiger Aschenkegel von etwa 145–250 m Höhe mit einem flachen Kraterrand. Aufgrund der Tiefenlage der Erdoberfläche in dieser Gegend liegt der Kraterrand des Vulkans auf etwa 5 m über Meereshöhe. Mit den Ascheauswürfen haben sich einige Lavaströme gebildet, die den Boden des Rifts bedecken. Die Eruption, die zur Entstehung des Ardoukôba führte, begann am 7. November 1978 nach einem Tag mit über 800 Erdbeben. Danach öffneten sich parallel zur Riftzone etwa 25 bis 500 m lange Spalten, welche Lavaströme produzierten und den heutigen Schlackenkegel des Ardoukôba schufen. Die Eruption endete bereits am 14. November 1978, insgesamt wurden mehr als 12 Millionen Kubikmeter Asche und Lava ausgestoßen.

## Geologisches Umfeld
Der Ardoukôba ist einer von mehreren Vulkanen, die sich im Ardoukôba-Rift gebildet haben, das zwischen dem Assalsee und dem Golf von Tadjoura über eine Strecke von etwa zwölf Kilometern an der Oberfläche aufgeschlossen ist. In seiner Umgebung driften drei tektonische Platten, die nubische, arabische und somalische, auseinander (Afar-Dreieck). In ferner Zukunft wird sich das Horn von Afrika vom afrikanischen Kontinent abtrennen, eine große neue Insel bilden, und letztlich einen neuen Ozean vom Roten Meer aus schaffen. Im etwa 10 km breiten Ardoukôba-Gebiet wurden eine große Anzahl von Schlacken- und Aschenkegeln gebildet. Durch Interaktion von Magma mit Meerwasser entstanden eine Reihe von Tuffkegeln, davon einige als Inseln im Meer. Die Vulkane entstanden wahrscheinlich in den letzten 3000 Jahren, da Lavaströme an einigen Stellen etwa 5000 Jahre alte Seeablagerungen überdecken.